# Tarantula
Tarantula (lat. Theraphosidae) je porodica pauka, rasprostranjenih po cijelom svijetu. Hrane se uglavnom insektima, manjim glodavcima, pticama, zmijama i ostalim sitnim životinjama. Hrane se na način da ubrizgaju otrov u žrtvu, koji ih paralizira, te ih razgrađuje i omekšava u probavljiviju smjesu. Tarantule su noćne životinje, pa sve njihove aktivnosti počinju u popodnevnim satima i navečer, što ne znači da se ne kreću po danu, nego da im je aktivnost tada izraženija. 
Postoje tarantule koje žive na drveću (arboreal) i koje žive na tlu (terrestrial). Tarantule koje žive u Africi, Aziji ii Europi se malo razlikuju od onih koje žive u Sjevernoj i Južnoj Americi i Australiji. One na stražnjem dijelu nemaju "iritirajuće dlake", ali imaju veći obrambeni nagon vlastitog teritorija ("agresivnije su"). Suprotno uvriježenom mišljenju, one ne napadaju ljude samo da bi ih ugrizle. 
Tarantule mogu narasti od 5 do 33 cm, mjereći raspon nogu. Tijelo je građeno od glave ("Cephalothorax" ili "Prosoma") i zadnjeg dijela ("Abdomen" ili "Opisthosoma"). Na glavu su spojeni svi glavni udovi. Na gornjem dijelu glave nalazi četiri para očiju. Za traženje i primanje hrane, te kopanje služi im četiri para nogu.
Kako su tarantule beskralješnjaci, tijelo na okupu im drži koža, a što je ona tvrđa, to im više omogućava dalji rast, pa je one često presvlače.

## Potporodice
- Potporodica Acanthopelminae F. O. P.-Cambridge, 1897
- Potporodica Aviculariinae Simon, 1874
- Potporodica Eumenophorinae Pocock, 1897
- Potporodica Harpactirinae Pocock, 1897
- Potporodica Ischnocolinae (Simon, 1892)
- Potporodica Ornithoctoninae Pocock, 1895
- Potporodica Poecilotheriinae (Simon, 1892)
- Potporodica Selenocosmiinae Simon, 1889
- Potporodica Selenogyrinae A. M. Smith, 1990
- Potporodica Stromatopelminae Schmidt, 1993
- Potporodica Theraphosinae Thorell, 1870 -prave tarantule
- Potporodica Thrigmopoeinae Pocock, 1900

Theraphosidae incertae sedis
- genus Aenigmarachne Schmidt, 2005
- genus Agnostopelma Pérez-Miles & Weinmann, 2010
- genus Ami Pérez-Miles, 2008
- genus Bacillochilus Gallon, 2010
- genus Brachionopus Pocock, 1897
- genus Cardiopelma Vol, 1999
- genus Cotztetlana Mendoza, 2012
- genus Cubanana Ortiz, 2008
- genus Eodiplurina Petrunkevitch, 1922 †
- genus Guyruita Guadanucci et al., 2007
- genus Ischnocolinopsis Wunderlich, 1988 †
- genus Kochiana Fukushima, Nagahama & Bertani, 2008
- genus Mygalarachne Ausserer, 1871
- genus Neoheterophrictus Siliwal & Raven, 2012
- genus Pachypelma Karsch, 1880, nomen dubium
- genus Proshapalopus Mello-Leitão, 1923
- genus Psednocnemis West, Nunn & Hogg, 2012
- genus Typhochlaena C. L. Koch, 1850

## Vanjske poveznice
- Člankonošci − Tarantule  Arhivirana inačica izvorne stranice od 15. svibnja 2010. (Wayback Machine)